# Posta palomba
Posta Palomba e un piccolo Borgo formato da case coloniche in zona tra Andria e Canosa di Puglia.
1. ↑   Emanuele Di Corato, Piccoli Borghi, in Stampa Locale, 19/08/2025.